# Albalat (Cabanes)

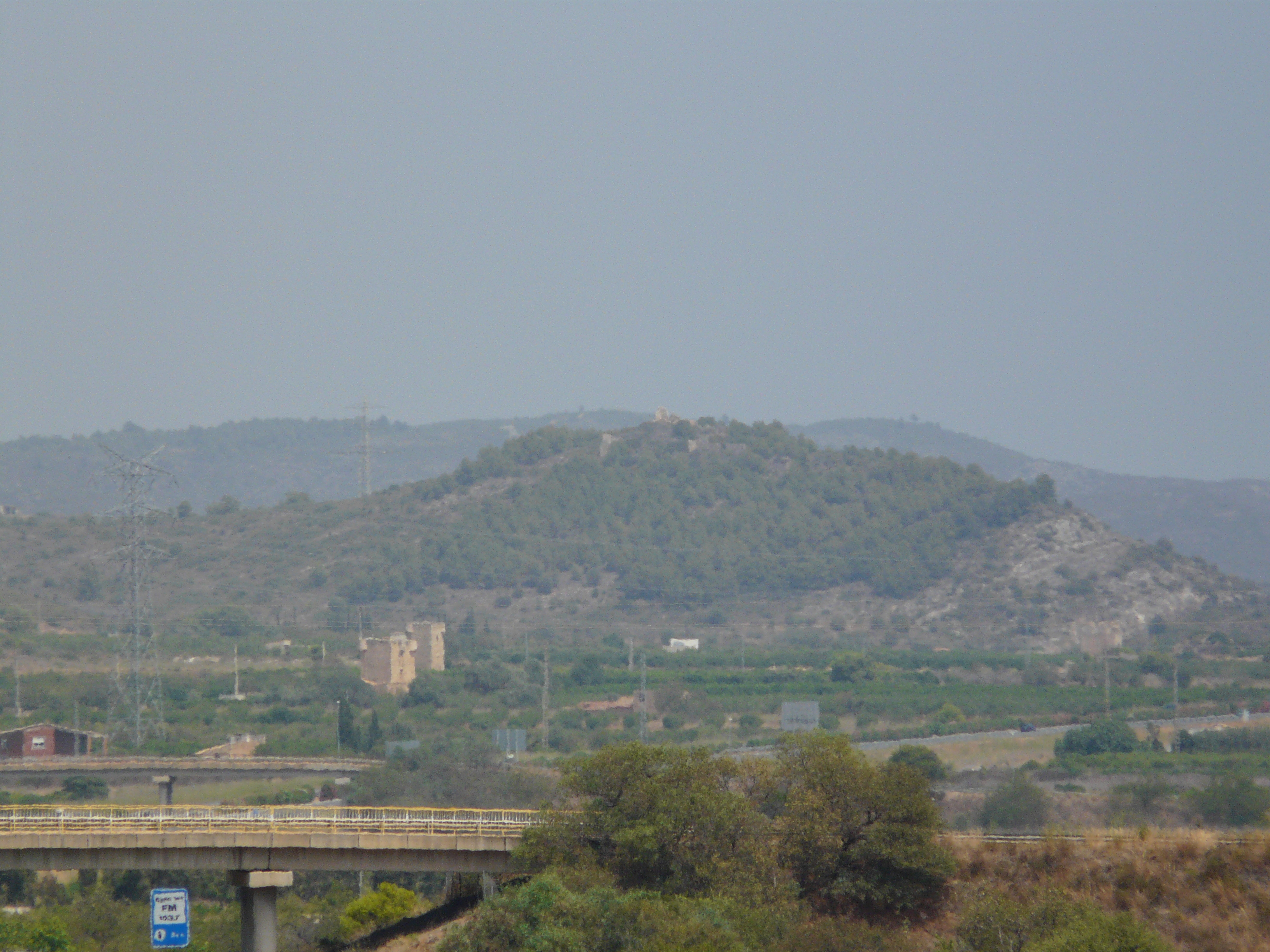
Torre Carmelet y torre de los Gatos

Albalat (en valenciano Albalat dels Ànecs) es un antiguo asentamiento, hoy en día abandonado, que se encuentra en el municipio de Cabanes, en la comarca de  la Plana Alta, en la provincia de Castellón.
Este antiguo núcleo poblacional contó con un castillo, llamado Castillo de Albalat, de cuyo recinto amurallado todavía se conservan tres torres diseminadas por la zona más próxima a la costa, en la denominada Ribera de Cabanes.
Además, bajo el castillo se levanta una de las más curiosas ermitas fortificadas de la zona mediterránea, la conocida como Ermita fortificada de Albalat, datada en el siglo XIII.